# Philipp Öttl
Philipp Öttl (Bad Reichenhall, 3 de maio de 1996) é um motociclista alemão, que compete na MotoGP (Moto3) desde 2012.

## Carreira
Filho do ex-piloto Peter Öttl (disputou o Mundial de Motovelocidade entre 1986 e 1997), Philipp estreou na Moto3 em 2012, na equipe HP Moto Kalex, terminando o GP da Comunidade Valenciana em 11º lugar. Desde então, continua no terceiro escalão da categoria, obtendo 3 pódios, uma volta mais rápida, uma pole position, no GP das Américas de 2016, pela Schedl GP Racing (atual Südmetall Schedl GP Racing)., conquistando sua primeira vitória na categoria no GP de Jerez, em 2018.

## Links
- Perfil no site da MotoGP